# Ann Cathrin Eriksen
Ann Cathrin Eriksen (Bodø, 9 de setembro de 1971) é uma ex-handebolista profissional norueguesa, medalhista olímpica.
Ann Cathrin Eriksen fez parte da geração medalha de bronze em Sydney 2000.